# A Million Little Pieces (película de 2018)
A Million Little Pieces es una película británica dirigida por Sam Taylor-Johnson y basada en el libro del mismo nombre del escritor James Frey. Fue estrenada el 10 de septiembre de 2018 en el Festival Internacional de Cine de Toronto.

## Reparto
| Actor                | Personaje     |
| -------------------- | ------------- |
| Aaron Taylor-Johnson | James Frey    |
| Billy Bob Thornton   | Leonard       |
| Carla Juri           |               |
| Charlie Hunnam       | Bob Frey, Jr. |
| Giovanni Ribisi      |               |
| David Dastmalchian   |               |
| Juliette Lewis       |               |
| Odessa Young         | Lilly         |
| Charles Parnell      | Miles Davis   |

## Producción
En octubre de 2017, se anunció que Sam Taylor-Johnson dirigiría la película, y su esposo Aaron Taylor-Johnson el protagonista del filme.
En enero de 2018, Billy Bob Thornton, Carla Juri, Charlie Hunnam y Giovanni Ribisi se incorporaron al reparto, y la producción comenzó el 25 de enero. David Dastmalchian y Juliette Lewisse unieron al elenco unos días después;  y Odessa Young y Charles Parnell se incorporaron en febrero del mismo año.

## Recepción

### Crítica
El portal Rotten Tomatoes otorga a la película un índice de aprobación del 33% basado en 7 comentarios con una puntuación de 2.5/10.